# Berekszó (Hunyad megye)

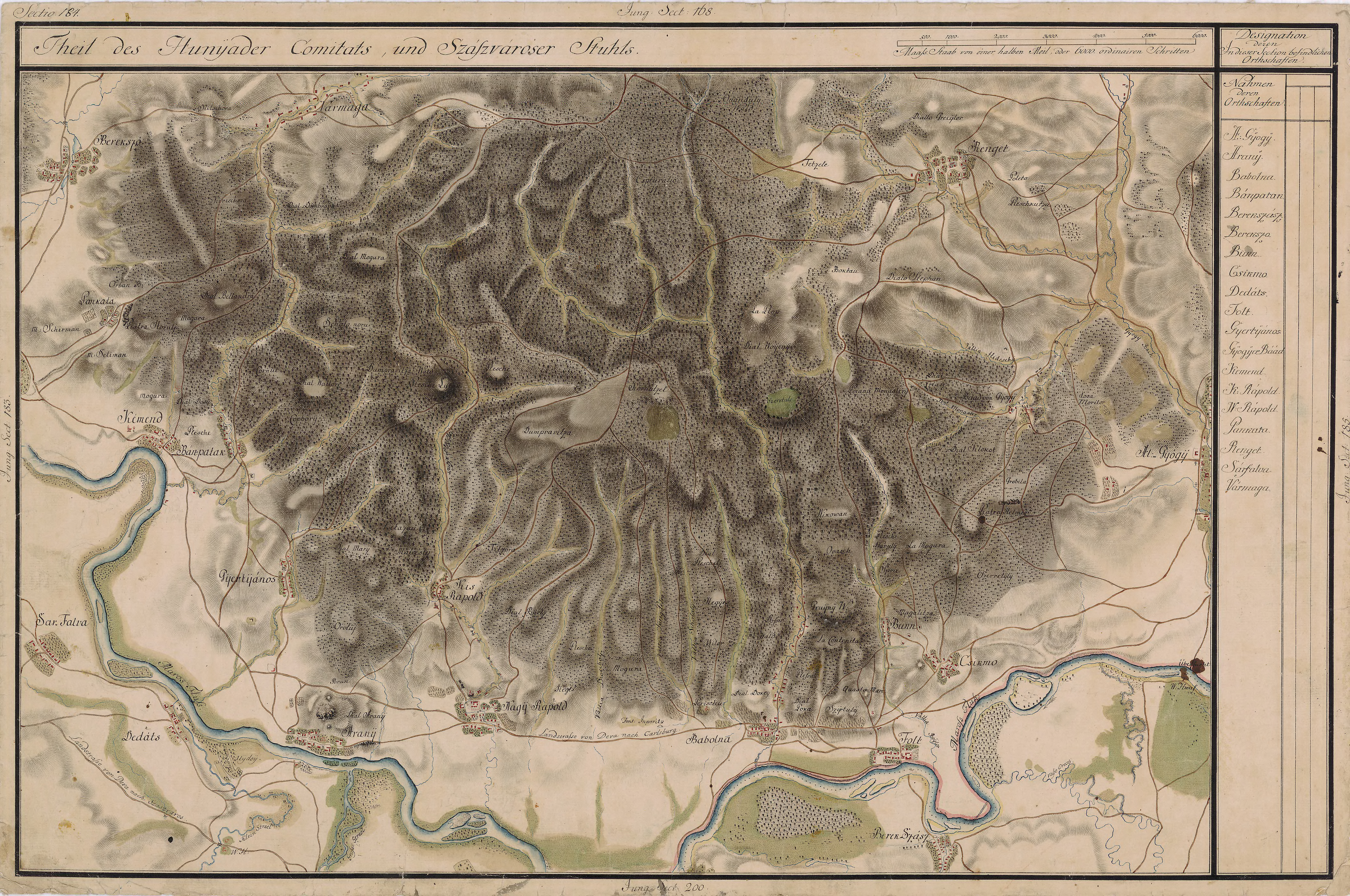
Berekszó környéke 1764 és 1785 között

Berekszó (románul: Bârsău) falu Romániában, Erdélyben, Hunyad megyében.

## Fekvése
Dévától 18 km-re északkeletre, az Erdélyi-érchegység déli lábánál fekszik.

## Nevének eredete
Neve a 'liget' jelentésű berek és az 'időszakos vízfolyás' jelentésű aszó szavak összetétele. Először 1440-ben, Berekzow alakban említették.

## Története
A 15. században Marossolymos, majd Déva várának uradalmához tartozott. 1473-ban nádasdi Ungor János, 1502-ben ugyanő fiai birtokolták. A 16. század közepétől birtokos Cserepovics család a helyi hagyomány szerint kastélyt is építtetett a faluban. A 17–18. században református kisnemesi közössége volt: a Borosjenőről elmenekült Tisza családon kívül a Fodor, Váradi, Bajesdi, Bajoni és Szemere családok. Egyházuk azonban valószínűleg sohasem tett szert saját papra. 1784-ben Horea felkelői feldúlták a Nandra és a Kovács család udvarházait és több nemest megöltek.

## Lakossága
- 1910-ben 862 lakosából 742 volt román, 72 magyar, 40 cigány és 7 német anyanyelvű; 784 ortodox, 47 református és 22 római katolikus vallású.
- 2002-ben 508 lakosából 494 volt román és 5 magyar nemzetiségű; 462 ortodox, 19 pünkösdista, 18 baptista és 7 római katolikus vallású.

## Látnivalók
- Ortodox templomáról semmilyen említés nem maradt fenn 1879-ig, amikor Torma Károly leírta. A Szinte Gábor által feljegyzett alapító felirat, a Torma által közölt és azóta felbukkant sírfeliratok és a vidék birtoklástörténete alapján rekonstruálható, hogy a 16. század közepén építették, valószínűleg egy korábbi templom átalakításával. Több párhuzamot mutat a vajdahunyadi Szent Miklós-templommal. Építtetője Cserepovics Miklós felesége, Mara Ovčarović és nagyobbik leányuk, Cserepovics Katalin, enyingi Török Bálint hunyadi főispán első felesége volt. Kisebbik lányuk, Ilona első férje, V. (Sánta) Péter moldvai fejedelem halála után leányával hazatért. A templomban temették el Cserepovics Miklóst, feleségét és Ilona második férjét, a moszkvai Vlagyimirt. A mára eltüntetett alapító felirat és Cserepovicsné sírfeliratának ritka jellegzetessége volt, hogy párhuzamosan ószláv és latin nyelven írták őket. Ikonosztázának ikonjait és királykapuját 1770-ben a resinári Stan mester festette. 1886 után az összeomlás határára jutott templom nyugati részét a toronnyal együtt újjáépítették.